# Limnocottus griseus
Limnocottus griseus är en fiskart som först beskrevs av Taliev, 1955.  Limnocottus griseus ingår i släktet Limnocottus och familjen Abyssocottidae. Inga underarter finns listade i Catalogue of Life.